# غريس إم. بولن
غريس إم. بولن (بالإنجليزية: Grace M. Bolen)‏ هي ملحنة وعازفة بيانو أمريكية، ولدت في 20 يوليو 1884 في كانساس سيتي في الولايات المتحدة، وتوفيت في 16 فبراير 1974 في كيلغور في الولايات المتحدة.